# Deppea pauciflora
Deppea pauciflora är en måreväxtart som beskrevs av Attila L. Borhidi och E.Martínez. Deppea pauciflora ingår i släktet Deppea och familjen måreväxter. Inga underarter finns listade i Catalogue of Life.